# Liste des députés wallons (2019-2024)
Pour les articles homonymes, voir Liste des députés wallons.
2019-2024
9e 11e
Le Parlement de Wallonie élu en 2019 compte 75 députés élus au suffrage universel direct.
Les parlementaires titulaires ont prêtés serment le 13 juin 2014.
Les députés wallons :
- francophones siègent aussi une semaine sur deux au Parlement de la Communauté française de Belgique;
- germanophones siègent une semaine sur deux au Parlement de la Communauté germanophone.

À la suite du décret décumul, le quart d'élus d'une liste qui réalisent les meilleurs taux de pénétration lors de l'élection parlementaire seront autorisés à cumuler leur mandat parlementaire avec une fonction dans un exécutif local.

## Bureau
- Président : Jean-Claude Marcourt (PS) remplace (13.09.19) Christophe Collignon (PS)
- 1re Vice-Présidente : Jacqueline Galant (MR).
- 2e Vice-Président : Manu Disabato (Ecolo)
- 1re secrétaire : Sophie Pécriaux (PS)
- 2e secrétaire : Sybille de Coster-Bauchau (MR) remplace (25.09.19) Jean-Paul Wahl (MR)
  - Chefs de groupes :
    - PS : André Frédéric remplace (13.09.19) Pierre-Yves Dermagne
    - MR : Jean-Paul Wahl
    - Ecolo : Stéphane Hazée
    - PTB : Germain Mugemangango
    - cdH : François Desquesnes

## Commissions
- Commission spéciale chargé de contrôler l'action du Gouvernement wallon dans le cadre de la crise sanitaire du Covid-19
  - Président : Jean-Claude Marcourt (PS)
  - 1re Vice-Présidente : Hélène Ryckmans (Ecolo)
  - 2e Vice-Présidente : Joëlle Kapompole (PS)
- Commission des affaires générales et des relations internationales :
  - Président : Charles Gardier (MR)
  - 1er Vice-Président : Jean-Charles Luperto (PS)
  - 2e Vice-Présidente : Jacqueline Galant (MR).
- Commission de l'économie, de l'aménagement du territoire et de l'agriculture :
  - Présidente : Veronica Cremasco (Ecolo)
  - 1er Vice-Président : Eddy Fontaine (PS)
  - 2e Vice-Présidente : Marie-Martine Schyns (cdH)
- Commission de l'énergie, du climat et de la mobilité :
  - Président : Antoine Hermant (PTB)
  - 1er Vice-Président : André Frédéric (PS)
  - 2e Vice-Présidente : Diana Nikolic (MR)
- Commission de l'emploi, de l'action sociale et de la santé :
  - Président : Dimitri Legasse (PS)
  - 1er Vice-Président : Manu Disabato (Ecolo)
  - 2e Vice-Président : Laure Lekane (PTB)
- Commission du budget et des infrastructures sportives :
  - Président : René Collin (cdH)
  - 1er Vice-Président : Christine Mauel (MR)
  - 2e Vice-Président : Paul Furlan (PS)
- Commission du logement et des pouvoirs locaux :
  - Président : Philippe Courard (PS)
  - 1er Vice-Président : Yves Evrard (MR)
  - 2e Vice-Président : John Beugnies (PTB)
- Commission de la fonction publique, du tourisme et du patrimoine :
  - Président :  Olivier Maroy (MR)
  - 1re Vice-Présidente : Anne-Catherine Goffinet (cdH)
  - 2e Vice-Présidente : Fatima Ahallouch (PS)
- Commission de l'environnement, de la nature et du bien-être animal :
  - Président : Jean-Pierre Lepine (PS)
  - 1er Vice-Président : Nicolas Janssen (MR)
  - 2e Vice-Président : Christophe Clersy (Ecolo)
- Commission de coopération
  - Président : Jean-Claude Marcourt (PS)
- Commission chargée de questions européennes
  - Président : Jean-Claude Marcourt (PS)
  - 1re Vice-Présidente : Gwenaëlle Grovonius (PS)
  - 2e Vice-Président : Marc Tarabella (PS)
- Commission pour l'égalité des chances entre les hommes et les femmes
  - Présidente : Diana Nikolic (MR)
  - 1re Vice-Présidente : Hélène Ryckmans (Ecolo)
  - 2e Vice-Présidente : Laure Lekane (PTB)
- Commission de contrôle des dépenses électorales et des communications
  - Président : Jean-Claude Marcourt (PS)
  - Vice-Président : Eddy Fontaine (PS)
- Sous-commission de contrôle des licences d'armes
- Sous-commission du contrôle de la Commission wallonne pour l'Énergie (CWaPE)
  - Président : André Frédéric (PS)
- Comité "Mémoire et Démocratie"
  - Présidente : Véronique Durenne (MR)
- Commission des poursuites
- Commission de vérification des pouvoirs
  - Président : Joëlle Kapompole (PS)
- Comité mixte Assemblée nationale du Québec-Parlement de Wallonie
  - Président : Jean-Claude Marcourt (PS)

## Partis représentés

### Parti socialiste(23)
| Circonscription                                     | Député                                 | Député remplacé      | Fonction |
| --------------------------------------------------- | -------------------------------------- | -------------------- | --- |
| Tournai-Ath-Mouscron                                | Fatima Ahallouch                       |                      | Sénatrice Vice-présidente de la commission de la fonction publique, du tourisme et du patrimoine                            |
| Arlon-Bastogne-Marche-en-Famenne-Neufchâteau-Virton | Philippe Courard                       |                      | Président de la Commission du logement et des pouvoirs locaux                                                               |
| Tournai-Ath-Mouscron                                | Rudy Demotte                           |                      | |
| Soignies-La Louvière                                | Laurent Devin                          |                      | |
| Soignies-La Louvière                                | Michel Di Mattia                       |                      | |
| Dinant-Philippeville                                | Eddy Fontaine (depuis le 16/09/2019)   | Pierre-Yves Dermagne | Vice-président de la commission de l'économie, de l'aménagement du territoire et de l'agriculture Commission des Poursuites |
| Verviers                                            | André Frédéric                         |                      | Chef de groupe PS Commission des Poursuites                                                                                 |
| Charleroi-Thuin                                     | Paul Furlan                            |                      | Vice-président de la commission du budget et des infrastructures sportives                                                  |
| Charleroi-Thuin                                     | Latifa Gahouchi                        |                      | |
| Namur                                               | Gwenaëlle Grovonius                    |                      | |
| Charleroi-Thuin                                     | Maxime Hardy (depuis le 08/01/2020)    | Philippe Blanchart   | |
| Mons                                                | Joëlle Kapompole                       |                      | |
| Nivelles                                            | Dimitri Legasse                        |                      | Président de la commission de l'emploi, de l'action sociale et de la santé                                                  |
| Liège                                               | Mauro Lenzini                          |                      | |
| Liège                                               | Laurent Léonard (depuis le 16/09/2019) | Christie Morreale    | Sénateur Commission des Poursuites Vice-président de la commission de l'énergie, du climat et de la mobilité                |
| Mons                                                | Jean-Pierre Lepine                     |                      | Président de la commission de l'environnement, de la nature et du bien-être animal                                          |
| Huy-Waremme                                         | Eric Lomba                             | Christophe Collignon | |
| Namur                                               | Jean-Charles Luperto                   |                      | Vice-président de la commission des affaires générales et des relations internationales                                     |
| Liège                                               | Jean-Claude Marcourt                   |                      | Président du Parlement |
| Soignies-La Louvière                                | Sophie Pécriaux                        |                      | Secrétaire du Parlement |
| Liège                                               | Sabine Roberty                         |                      | |
| Charleroi-Thuin                                     | Mourad Sahli                           |                      | |
| Liège                                               | Thierry Witsel                         |                      | |

### Mouvement réformateur(20)
| Circonscription                                     | Député                                 | Député remplacé     | Fonction |
| --------------------------------------------------- | -------------------------------------- | ------------------- | --- |
| Dinant-Philippeville                                | François Bellot                        |                     | |
| Huy-Waremme                                         | Caroline Cassart-Mailleux              |                     | |
| Tournai-Ath-Mouscron                                | Hervé Cornillie (depuis le 16/09/2019) | Jean-Luc Crucke     | |
| Nivelles                                            | Sybille de Coster-Bauchau              |                     | |
| Liège                                               | Philippe Dodrimont                     |                     | Sénateur |
| Huy-Waremme                                         | Manu Douette                           |                     | |
| Tournai-Ath-Mouscron                                | Véronique Durenne                      | Alice Leeuwerck     | Sénateur |
| Arlon-Bastogne-Marche-en-Famenne-Neufchâteau-Virton | Yves Evrard (depuis le 16/09/2019)     | Willy Borsus        | Vice-Président de la Commission du logement et des pouvoirs locaux                                                    |
| Mons                                                | Jacqueline Galant                      |                     | Vice-Présidente du Parlement Vice-présidente de la commission des affaires générales et des relations internationales |
| Verviers                                            | Charles Gardier (depuis le 18/09/2019) | Pierre-Yves Jeholet | Président de la commission des affaires générales et des relations internationales                                    |
| Nivelles                                            | Nicolas Janssen (depuis le 16/09/2019) | Valérie De Bue      | Vice-président de la commission de l'environnement, de la nature et du bien-être animal                               |
| Arlon-Bastogne-Marche-en-Famenne-Neufchâteau-Virton | Anne Laffut                            |                     | |
| Namur                                               | Sabine Laruelle                        |                     | Sénatrice |
| Nivelles                                            | Olivier Maroy                          |                     | Président de la commission de la fonction publique, du tourisme et du patrimoine                                      |
| Dinant-Philippeville                                | Françoise Mathieux                     |                     | |
| Verviers                                            | Christine Mauel                        |                     | Vice-présidente de la commission du budget et des infrastructures sportives                                           |
| Liège                                               | Diana Nikolic                          |                     | Vice-présidente de la commission de l'énergie, du climat et de la mobilité Commission des Poursuites                  |
| Charleroi-Thuin                                     | Rachel Sobry                           |                     | |
| Charleroi-Thuin                                     | Nicolas Tzanetatos                     |                     | Commission des Poursuites                                                                                             |
| Nivelles                                            | Jean-Paul Wahl                         |                     | Chef de groupe MR Secrétaire du Parlement Sénateur Commission des Poursuites                                          |

### Ecolo(12)
| Circonscription                                     | Député                                | Député remplacé  | Fonction |
| --------------------------------------------------- | ------------------------------------- | ---------------- | --- |
| Tournai-Ath-Mouscron                                | Laurent Agache (depuis le 18/09/2019) | Bénédicte Linard | |
| Liège                                               | Olivier Bierin                        |                  | |
| Charleroi-Thuin                                     | Christophe Clersy                     |                  | Vice-président de la commission de l'environnement, de la nature et du bien-être animal                     |
| Liège                                               | Veronica Cremasco                     |                  | Présidente de la commission de l'économie, de l'aménagement du territoire et de l'agriculture               |
| Namur                                               | Valérie Delporte                      |                  | |
| Huy-Waremme                                         | Rodrigue Demeuse                      |                  | Sénateur Commission des Poursuites                                                                          |
| Mons                                                | Emmanuel Disabato                     |                  | Vice-Président du Parlement Vice-Président de la commission de l'emploi, de l'action sociale et de la santé |
| Arlon-Bastogne-Marche-en-Famenne-Neufchâteau-Virton | Jean-Philippe Florent                 |                  | |
| Namur                                               | Stéphane Hazée                        |                  | Chef de groupe Ecolo                                                                                        |
| Nivelles                                            | Laurent Heyvaert                      |                  | |
| Verviers                                            | Anne Kelleter                         |                  | |
| Nivelles                                            | Hélène Ryckmans                       |                  | Sénatrice                                                                                                   |

### Parti du travail de Belgique(10)
| Circonscription      | Député               | Député remplacé | Fonction |
| -------------------- | -------------------- | --------------- | --- |
| Liège                | Alice Bernard        |                 | |
| Mons                 | John Beugnies        |                 | Vice-président de la commission de l'énergie, du climat et de la mobilité Commission des Poursuites                                                           |
| Tournai-Ath-Mouscron | Jori Dupont          |                 | |
| Soignies-La Louvière | Antoine Hermant      |                 | Sénateur Président de la Commission de l'énergie, du climat et de la mobilité Vice-Président de la commission de l'emploi, de l'action sociale et de la santé |
| Liège                | Laure Lekane         |                 | Sénatrice |
| Liège                | Julien Liradelfo     |                 | |
| Charleroi-Thuin      | Germain Mugemangango |                 | Chef de groupe PTB |
| Verviers             | Samuel Nemes         |                 | Sénateur |
| Charleroi-Thuin      | Amandine Pavet       |                 | |
| Namur                | Anouk Vandevoorde    |                 | |

### Les Engagés(10)
| Circonscription                                     | Député                  | Député remplacé | Fonction                                                                                           |
| --------------------------------------------------- | ----------------------- | --------------- | -------------------------------------------------------------------------------------------------- |
| Nivelles                                            | André Antoine           |                 | Sénateur                                                                                           |
| Dinant-Philippeville                                | Christophe Bastin       |                 | |
| Arlon-Bastogne-Marche-en-Famenne-Neufchâteau-Virton | René Collin             |                 | Président de la commission du budget et des infrastructures sportives                              |
| Soignies-La Louvière                                | François Desquesnes     |                 | Chef de groupe cdH Commission des Poursuites                                                       |
| Namur                                               | Benoît Dispa            |                 | |
| Arlon-Bastogne-Marche-en-Famenne-Neufchâteau-Virton | Anne-Catherine Goffinet |                 | Sénatrice Vice-présidente de la commission de la fonction publique, du tourisme et du patrimoine   |
| Liège                                               | Alda Greoli             |                 | |
| Charleroi-Thuin                                     | Julien Matagne          |                 | |
| Verviers                                            | Marie-Martine Schyns    |                 | Vice-présidente de la commission de l'économie, de l'aménagement du territoire et de l'agriculture |
| Tournai-Ath-Mouscron                                | Mathilde Vandorpe       |                 | |